# Aleksander Parczewski
Aleksander Parczewski herbu Nałęcz – pisarz ziemski smoleński od 1649 roku.
Poseł województwa smoleńskiego. Podpisał elekcję 1648 roku. Był w kompucie obrońców Smoleńska w 1654 roku. Sędzia i członek związku wojskowego w 1661 roku. 